# Saba (Halongonan)
Saba is een bestuurslaag in het regentschap Padang Lawas Utara van de provincie Noord-Sumatra, Indonesië. Saba telt 107 inwoners (volkstelling 2010).